# 危地马拉—俄罗斯关系
危地马拉－俄罗斯关系（西班牙語：Relaciones Guatemala-Rusia）是指危地马拉和俄罗斯之间的双边关系。危地马拉与苏联于1945年4月19日建交。苏联解体后，俄罗斯联邦继承了危地马拉与苏联的双边关系。危地马拉与俄罗斯两国均在对方首都设立了大使馆。其中，危地马拉驻俄罗斯的大使馆也兼辖与危地马拉建交，但没有派驻常任大使的亚美尼亚、哈萨克斯坦、白俄罗斯及摩尔多瓦。